# Скорбященский монастырь (Нижний Тагил)
Скорбященский монастырь — женский монастырь Нижнетагильской епархии Русской православной церкви, расположенный в Нижнем Тагиле. Статус монастыря получен в 1904 году.
В настоящее время ведётся восстановление Вознесенского собора монастыря и начаты работы по обустройству сестринского корпуса и двухэтажного дома, в котором до революции располагались больница, гостиница для паломников и богадельня.

## История

### Основание монастыря
По преданиям, дошедших до наших дней, в 1855 году настоятель Отенского монастыря под Новгородом архимандрит Израиль на месте будущего монастыря выложил крест камнями, привезёнными из Иерусалима. Началом формирования территории монастыря считается 1864 год, когда была построена Скорбященская церковь возле кладбища.

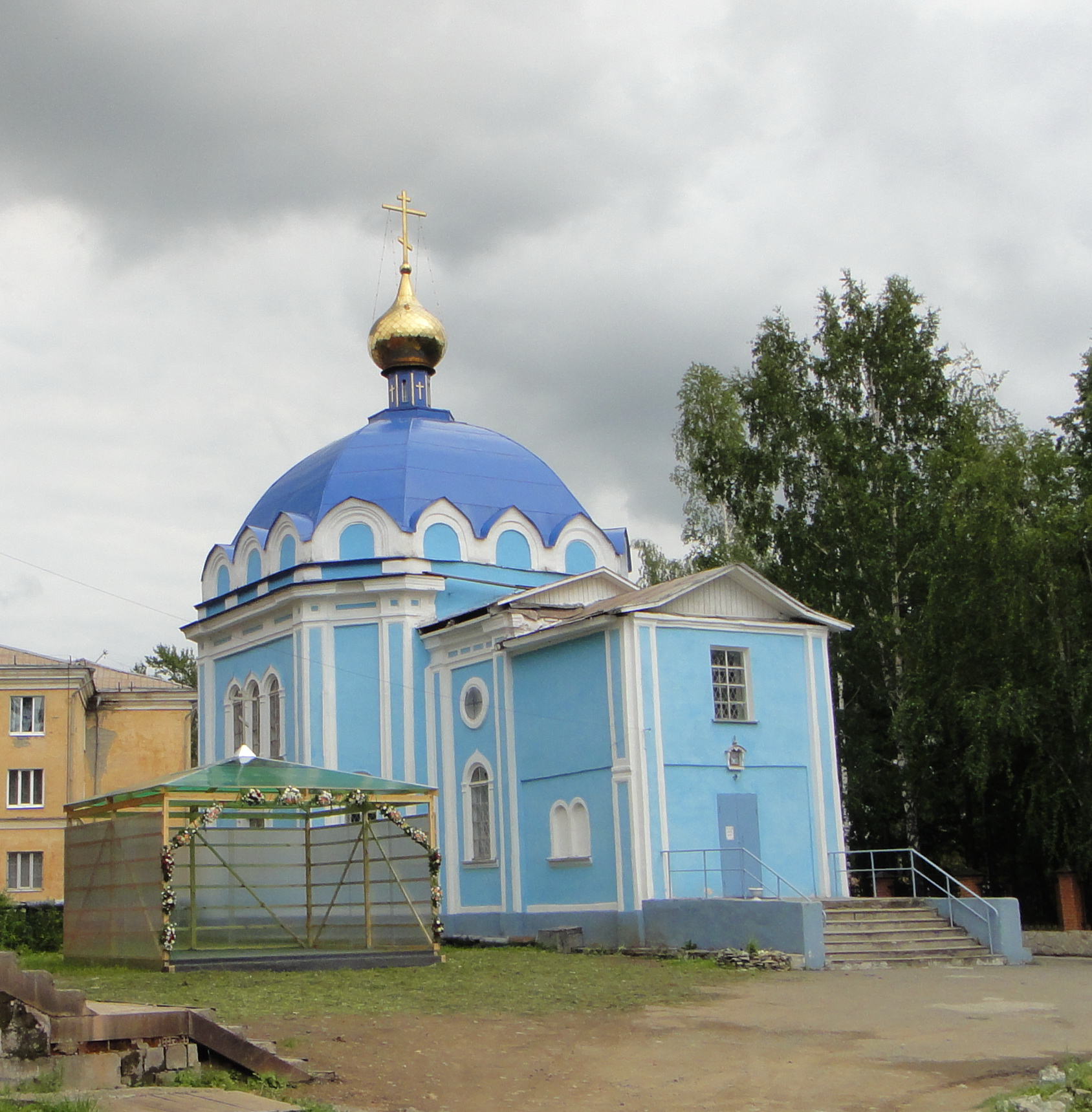
Скорбященская церковь

Идея создания в Нижнем Тагиле женской монашеской общины возникла, вероятно, ещё в 1870-х годах. Инициатива исходила от крестьянской вдовы Марии Васильевны Невзоровой, к которой постепенно начали примыкать и другие подвижницы. Прошение об основании в Нижнем Тагиле женской обители подавались на имя епископа Пермского Ефрема (Рязанова) дважды: первое в 1883 году, второе — в 1884 году. В последнем указывалось, что «общество I части Нижнетагильского завода» готово уступить под монастырь 2 десятины земли, прилегающей к «Скорбященскому» храму. Перед Пермской консисторией в пользу образования общины также ходатайствовал благочинный 2-го Верхотурского округа, протоиерей Иоанн Флавианов. Писали будущие монахини и заводовладельцу — Павлу Павловичу Демидову, князю Сан-Донато, но ответа не получили. Консистория отклонила оба прошения ввиду отсутствия у предполагаемой общины средств к существованию (только две из 14 просительниц имели собственное торговое дело, а три были домовладелицами).
Осенью 1884 года, в результате ещё одного прошения Пермская консистория, вновь отказав в создании иноческой общины, разрешает основать на отведённом месте женскую богадельню. В качестве духовного наставника и первого руководителя выступил благочинный протоиерей Иоанн Флавианов.
Первоначально в богадельне проживало 14 человек, через 10 лет община увеличилась до 25 человек, это были три вдовы от 44 до 66 лет и 22 девицы, в возрасте от 13 до 35 лет. А 16 сентября 1885 года в богадельне впервые появляется мещанка Феозва Константиновна Крузе, которая со временем станет во главе сестёр.
В 1892 году в распоряжении богадельни, помимо Скорбященского храма, находилось ещё два двухэтажных дома. Один из них был пожертвован вдовой М. Е. Белоусовой и перевезён из села Воскресенского в 1885 году. Ограда вокруг домов была выстроена на пожертвование вдовы М. А. Колчиной. Имелись надворные постройки, конюшня, коровник. В документах упоминаются кирпичные кельи, построенные в начале XX века, трапезная, сарай и скотный двор. В 1897 году при богадельне в отдельном здании была открыта женская церковная школа грамотности, в которую было принято 14 девочек. Учительницей назначена одна из сестёр. В 1902 году школа была преобразована в церковно-приходскую.
На протяжении 1890-х годов богадельня шесть раз подавала прошения о преобразовании в монашескую обитель (в 1893 году — дважды, в 1894, 1895, 1898, 1900 годах). В октябре 1901 года епископ Екатеринбургский Ириней (Орда) на основании последнего прошения приказал снова собрать сведения о богадельне и без всяких предварительных условий подал в октябре 1901 года ходатайство в Синод о переименовании её в общину.

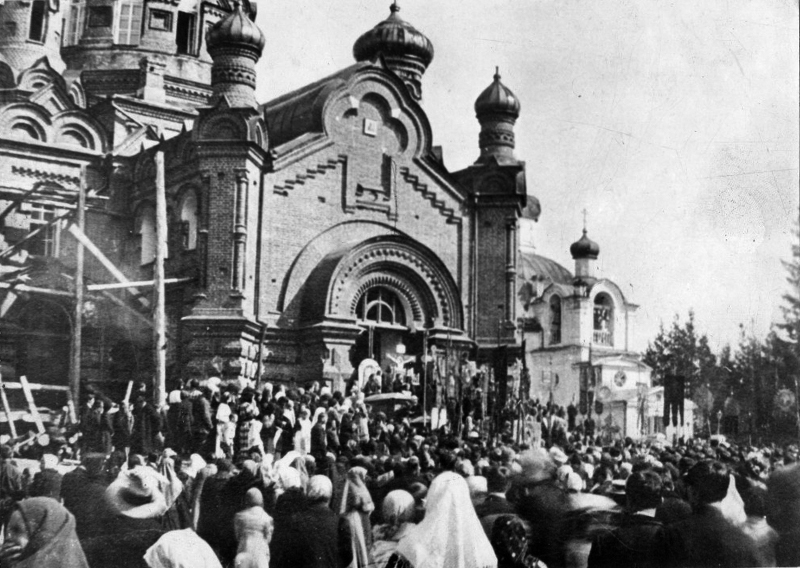
Освящение собора Вознесения Господня Скорбященского монастыря (1913)

Указом Святейшего Синода от 14/31 марта 1902 года за № 1247 богадельня была переименована в Скорбященскую женскую общину.
Указом от 23 октября 1904 года Синод переименовал общину в Скорбященский женский общежительный монастырь. Настоятельницей была назначена монахиня Мария (Феозва Крузе), в 1909 году возведённая в сан игуменьи, а казначеем — Татьяна Деева, принявшая постриг с именем Валентина.
В 1903 году Министр Государственных Имуществ и Земледелия удовлетворил ходатайство общины о выделении одной десятины земли для постройки дома для церковно-приходской школы и причта. К 1904 году было построено двухэтажное здание (современная ул. Красногвардейская, 56) из кирпича, который вырабатывался на монастырском заводе, располагающемся в районе Корабельного мыса. 17 мая 1904 года Священный Синод учредил при общине вакансию священника, которую занял протоиерей Всеволод Черепанов, до этого служивший во Введенском храме посёлка Нижнетагильский завод. С 1914 года монастырским священником стал его сын — Леонид Черепанов, впоследствии принявший хиротонию во епископа Льва Нижнетагильского.
26 мая 1905 года в Скорбященском монастыре был заложен новый храм в честь Вознесения Господня. Автором проекта являлся главный губернский инженер Е. И. Артёмов, архитектор Крестовоздвиженского собора в Белогорском монастыре. Вознесенский храм строили 8 лет. Правый придел был освящён в честь святителя Николая Чудотворца и праведного Симеона Верхотурского, а левый — в честь преподобного Серафима Саровского.
В 1911 году территория монастыря простиралась от двухэтажного кирпичного здания, построенного на пожертвования купца Я. Е. Семёнова у речки Малая Кушва, где располагались больница, богадельня и странноприимный дом (современная ул. Красногвардейская, 55), до кладбища за алтарями монастырских храмов.

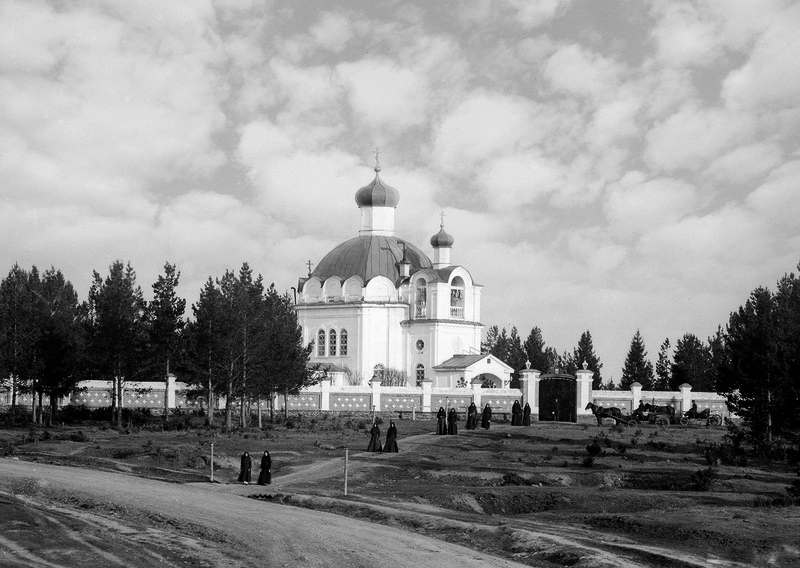
Кладбищенская церковь иконы Божией Матери Всех скорбящих Радосте (начало XX века)

### Годы гонения на Церковь
В июле 1919 года, после установления Советской власти в Нижнем Тагиле, монастырь был закрыт. Монахини предприняли попытку сохранить общину: послушницы монастыря были организованы в трудовую общину. Монахини, как лишённые избирательных прав, в неё не входили.

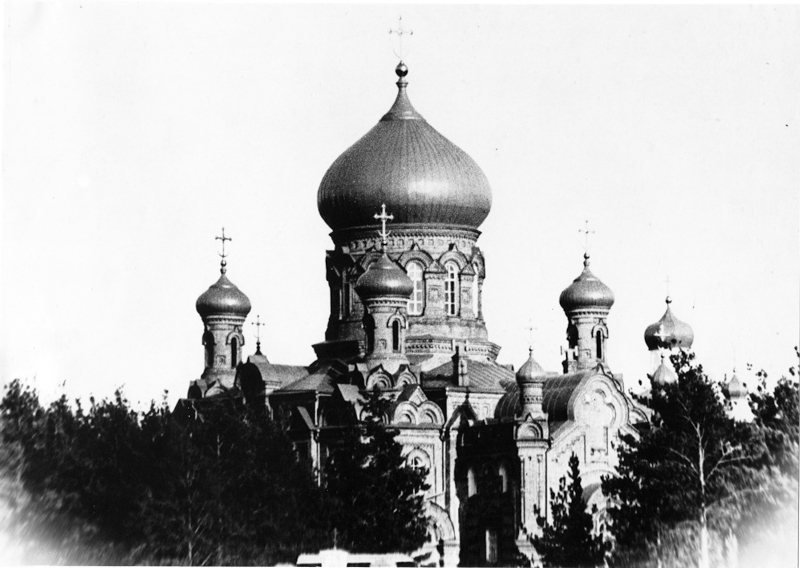
Собор Вознесения Господня Скорбященского монастыря. Нижний Тагил. Фото начала XX века

10 ноября 1920 года: Предсовтрударм потребовал от Нижнетагильского уездного исполкома «освободить монастырь от монахинь».
16 ноября 1920 года Нижнетагильским уездным Исполкомом трудовая община, образованная из бывших послушниц монастыря, была преобразована в женскую трудовую коммуну «Улей». Члены её жили на улице Тагильской, в доме Гаряева.
С 17 по 23 ноября 1920 года на территории бывшего монастыря началось размещение Екатеринбургского концентрационного лагеря № 2, 420 человек, обвинённых в саботаже, спекуляции, преступлениях по должности, а также «заведомых угнетателей, эксплуататоров труда и приверженцев… буржуазного и царского дворянского строя» заполнили строения и надворные постройки. Заключённые работали в мастерских, ранее принадлежавших монастырю. Монастырская прачечная и хлебопекарня тоже использовались заключёнными. Условия содержания заключённых были крайне не подготовлены для таких целей. Антисанитарная обстановка и скудное питание привели к высокой смертности в лагере. Случаи побегов привели к тому, что с мая 1921 года в концлагере была введена круговая порука: при побеге одного заключённого расстреливали пятерых. Решением Губернского подотдела от 15 марта 1922 года Нижнетагильский лагерь № 2 стал филиалом Екатеринбургского концентрационного лагеря № 1. А 30 июня 1922 года вышел Приказ № 181 президиума Уисполкома «О расформировании лагеря № 2» с 1 июля 1922 года. Лагерь был окончательно закрыт. За два года через него прошли 932 человека.
Во время расположения концлагеря на территории монастыря оба храма были закрыты и обнесены проволочным заграждением. Нескольких монахинь, живших в подвале под Вознесенским храмом, были изгнаны. Однако 4 января 1921 года прихожане добились разрешения исполкома открыть оба храма бывшего монастыря и проводить в них богослужение. В совет восстановленного прихода вошли игуменья закрытого Скорбященского монастыря Мария, монахиня Валентина и отец Леонид (Черепанов) — бывший монастырский священник.
Уездный земотдел 30 ноября 1921 года постановил реорганизовать коммуну в кооператив, но в связи с «неулаженными разногласиями», 9 декабря 1921 года коммуна была ликвидирована. Большинство послушниц вернулись в родные деревни, несколько сестёр остались в Нижнем Тагиле.
Летом 1922 года, после закрытия концентрационного лагеря, территория Скорбященкого монастыря перешла в распоряжение уездного отдела народного образования. Тагильский педагог Исидор Васильевич Яшников начал активно продвигать идею создания на территории монастыря «Детского городка» на основе расширения школы-коммуны № 2. Здесь предполагалось собрать 225 детей из различных детских домов Нижнего Тагила. Летом и осенью шла подготовка городка для заселения детьми, 5 декабря 1922 года он был открыт.
Но руководство и коллектив Детского городка считали недопустимым соседство с церквями. В результате возник конфликт с прихожанами, который разрешился не в пользу прихода. 3 февраля 1923 года на заседании культсекции Горсовета большинством голосов было решено оба монастырских храма передать Детскому городку. Решением Нижнетагильского Горсовета от 30 марта 1923 года постановлено: «храмы немедленно закрыть, возбудить ходатайство на продажу церковной утвари и имущества, деньги потратить на Детский городок».

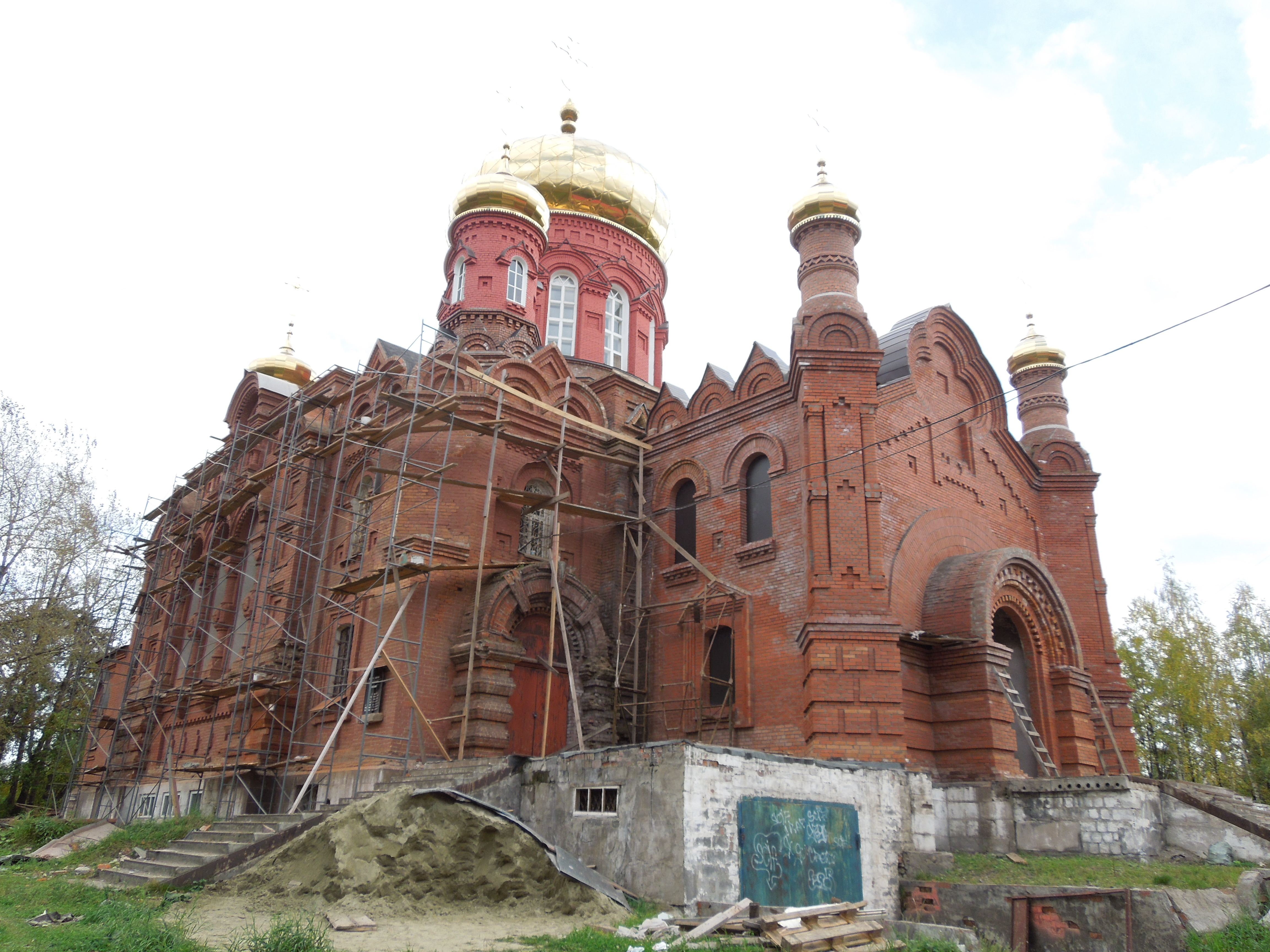
Восстановление Крестовоздвиженского собора

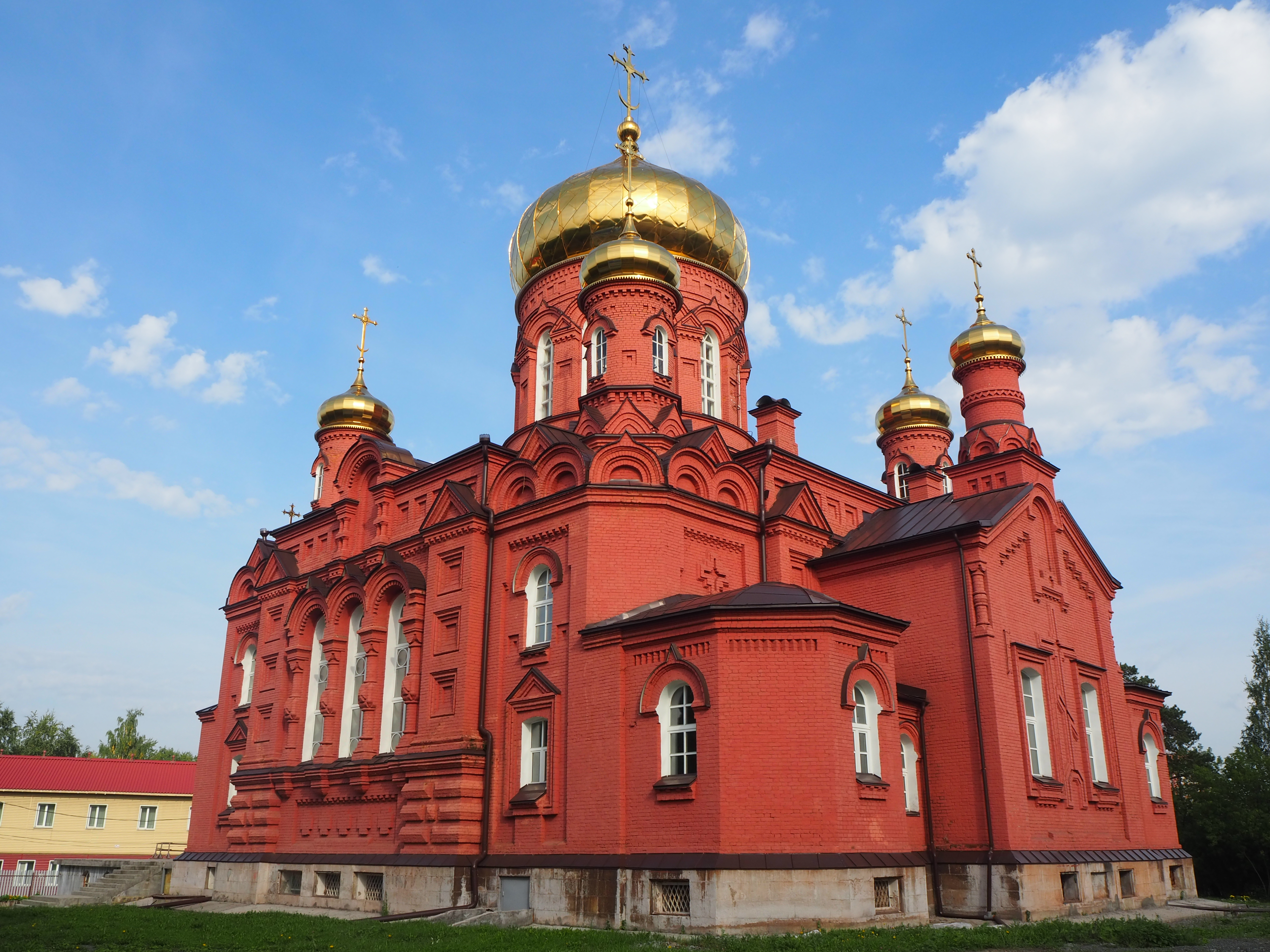
Собор в 2020 году

В феврале 1932 года в результате агентурной разработки ОГПУ под кодовым названием «Историческая гниль», в Нижнем Тагиле были арестованы 10 монахинь, которым было предъявлено обвинение в организации контрреволюционной поповско-монашеской организации. Следствию пришлось признать, что «эта группа организационно оформлена не была». Тем не менее, только трёх бывших сестёр после допроса отпустили. Следствие продолжалось 8 месяцев над оставшимися монахинями. После окончания дела их осудили на 3 года ссылки: двух на поселение в Казахстан, одну в Сибирь.
Детский городок в 1930-х годах был преобразован в Нижнетагильский детский дом № 1. И в настоящее время он занимает часть бывшей территории Скорбященского монастыря. В период с 30-х по 80-е года XX столетия были утрачены все надворные постройки монастыря, жилые дома для монахинь и послушниц, ограда монастыря, колокольня, маковица на барабане и портал «Скорбященского» храма, а также портал купола «Вознесенского» храма.

### Возрождение монастыря
В начале 90-х годов XX столетия в храмах монастыря были начаты восстановительно-реставрационные работы. 9 июня 1998 года Святейший Синод благословил восстановление Скорбященского женского монастыря. В восстановлении храмов монастырю оказывали свою помощь различные организации региона. В настоящее время работы продолжаются только в Вознесенском соборе.
С 28 декабря 1998 года служение настоятельницы несла монахиня Кирилла (Суворова). 6 ноября 2011 года, в день празднования иконы Божией Матери «Всех скорбящих радость» игуменья Кирилла почила. Её могила находится с южной стороны от Скорбященского храма. Светлая ей память.
С 2011 года по благословению епископа Нижнетагильского и Серовского Иннокентия настоятельницей Скорбященского монастыря является игуменья Мария (Сташевская). В обители подвизается 10 сестёр.